# HD90198
HD90198 — хімічно пекулярна зоря спектрального класу F0, що має видиму зоряну величину в смузі V приблизно  8,2.
Вона  розташована на відстані близько 537,3 світлових років від Сонця.